# Cantón El Empalme
El cantón El Empalme es una entidad territorial subnacional ecuatoriana, de la Provincia de Guayas. Se ubica en la Región Costa. Su cabecera cantonal es la parroquia Velasco Ibarra, lugar donde se agrupa gran parte de su población total.

## Geografía

### Cantones limítrofes con El Empalme
| Noroeste: Pichincha | Norte: El Carmen | Noreste: Buena Fe |
| Oeste: Pichincha    |                  | Este : Quevedo    |
| Suroeste: Balzar    | Sur: Balzar      | Sureste: Mocache  |

## Organización territorial
La ciudad de Velasco Ibarra y el cantón El Empalme, al igual que las demás localidades ecuatorianas, se rige por una municipalidad según lo estipulado en la Constitución Política Nacional. La Municipalidad de El Empalme es una entidad de gobierno seccional que administra el cantón de forma autónoma al gobierno central. La municipalidad está organizada por la separación de poderes de carácter ejecutivo representado por el alcalde, y otro de carácter legislativo conformado por los miembros del concejo cantonal. El Alcalde es la máxima autoridad administrativa y política del Cantón El Empalme. Es la cabeza del cabildo y representante del Municipio.
El cantón se divide en parroquias que pueden ser urbanas o rurales y son representadas por las Juntas Parroquiales ante el Municipio de El Empalme.

### Parroquia Urbana
- Velasco Ibarra

### Parroquias Rurales
- El Rosario Presidente Sra. Nancy Loor
- Guayas Presidente Ing. Walter Carrera Cedeño